# セントラルパークイースト幕張パークタワー
セントラルパークイースト幕張パークタワー（セントラルパークイーストまくはりパークタワー）は、千葉県千葉市美浜区の幕張ベイタウンのセントラルパークイースト（区画）に所在する超高層マンション。2003年には幕張ベイタウンとともにグッドデザイン賞を受賞。

## 概要

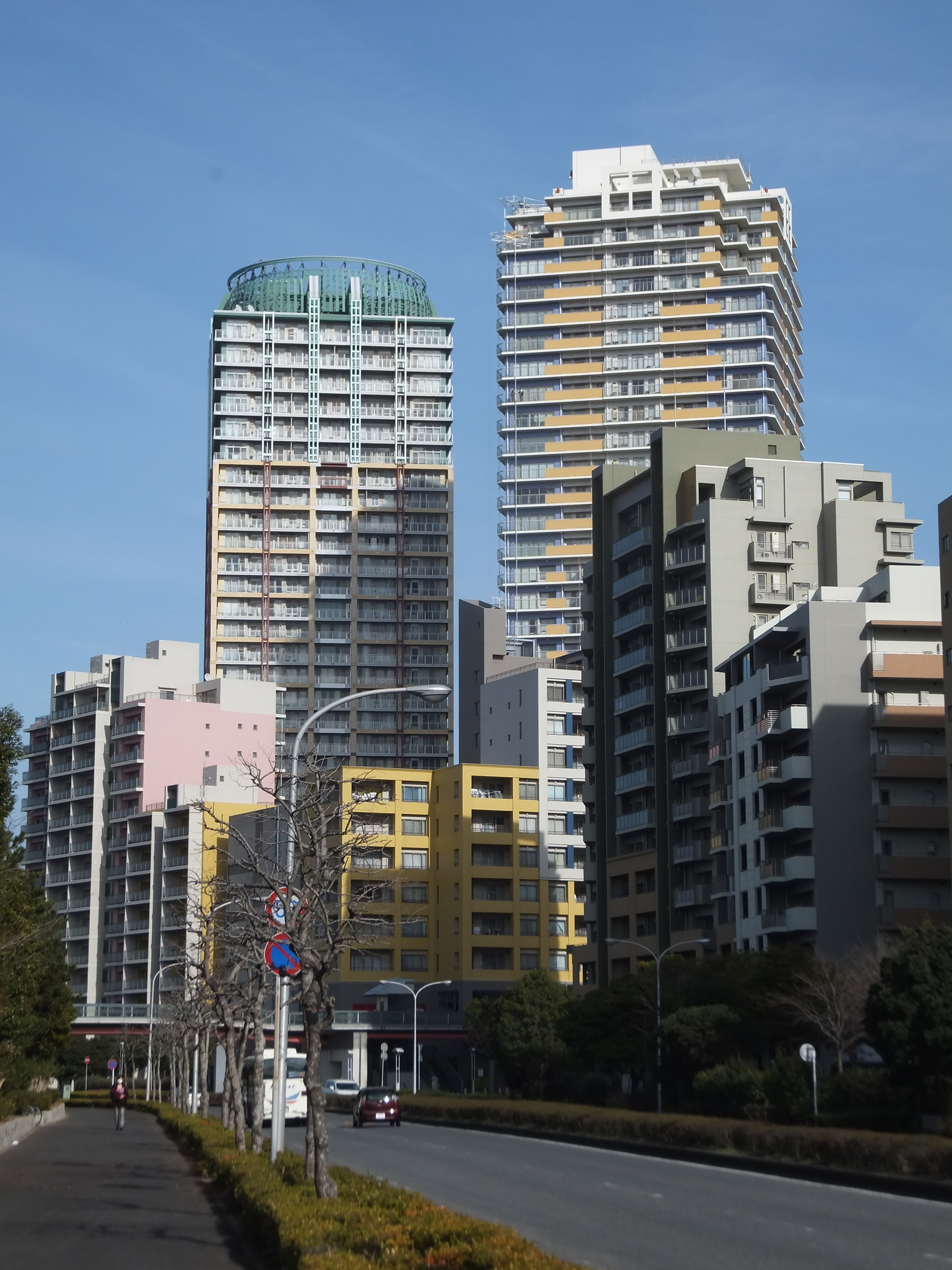
左側がセントラルパークイースト幕張パークタワー

幕張海浜公園から幕張ベイタウンの入口にあたるセントラルパークイースト（区画）に所在し、隣接するセントラルパークウエストシータワーとツインタワーになっており、幕張ベイタウンのシンボルとなるよう計画されている。ツインタワーとなっているが、2棟はアンシンメトリーなデザインである。周囲にはセントラルパークイーストE棟 - H棟の4棟（高層建築物）とタワーパーキングが位置する。
2003年には幕張ベイタウン（セントラルパーク）とともに建築物単体でもグッドデザイン賞に受賞している。幕張ベイタウンの街並みが持っている基本的構成理念を尊重し、超高層と低層住宅のデザインを関連付けた3層構成からなる外観となっている。また、鹿島建設が開発したスーパーRCフレーム構法によるフリーハウジングシステムの採用により梁のない室内空間を実現し、天井まで届くハイサッシにより新しい住空間を創り出している。
共同住宅からなり、建築規模は地下1階 - 地上33階建て全226戸の超高層マンションとなっている。デザインディレクターは曽根幸一（芝浦工業大学システム工学部環境システム学科名誉教授）、大村虔一（宮城大学事業構想学部教授）、小多泰博（鹿島建設）、設計・監理は光井純アンドアソシエーツ建築設計事務所、鹿島建設、デベロッパーは三井不動産、三井物産、鹿島建設、清水建設、興和不動産が行っている。

## 施設
- 住戸：226戸
- 駐車場：タワー駐車場（台）
- その他：展望ラウンジ

## 歴史
- 2001年（平成13年）1月 - 着工。
- 2003年（平成15年）
  - 3月 - 竣工。
  - 10月1日 - グッドデザイン賞の建築・環境デザイン部門に受賞[7]。

## アクセス

### 公共交通機関
- JR東日本 海浜幕張駅 徒歩約8分

### 自動車
- 最寄りのインターチェンジ
  - 東関東自動車道 湾岸千葉インターチェンジ

## ロケ

### テレビドラマ
- 奥さまは魔女 -Bewitched in Tokyo-（TBS系列金曜ドラマ、2004年1月16日～3月26日、なお12月21日にもスペシャルドラマで放送された。） - 主人公の松井ありさ・譲二夫妻が居住している「TOKYOグランパワー」という設定がある。